# Mistrzostwa Ukrainy w piłce nożnej (2006/2007)
Mistrzostwa Ukrainy w piłce nożnej – sezon 2006/2007 – XVI Mistrzostwa Ukrainy, rozgrywane systemem jesień – wiosna, w których 16 zespołów Wyszczej Lihi walczyli o tytuł Mistrza Ukrainy. Dublerzy występowali w osobnym turnieju. Persza Liha składała się z 20 zespołów. Druha Liha w grupie A liczyła 15 zespołów, a w grupie B – 16 zespołów.
- Mistrz Ukrainy: Dynamo Kijów
- Wicemistrz Ukrainy: Szachtar Donieck
- Zdobywca Pucharu Ukrainy: Dynamo Kijów
- Zdobywca Superpucharu Ukrainy: Dynamo Kijów
- start w eliminacjach Ligi Mistrzów: Dynamo Kijów, Szachtar Donieck
- start w Pucharze UEFA: Metalist Charków, Dnipro Dniepropietrowsk
- start w Pucharze Intertoto: Czornomoreć Odessa
- awans do Wyszczej Lihi: Naftowyk-Ukrnafta Ochtyrka, Zakarpattia Użhorod
- spadek z Wyszczej Lihi: Ilicziwiec Mariupol, Stal Ałczewsk
- awans do Pierwszej Lihi: Dnister Owidiopol, PFK Sewastopol, Feniks-Iliczowiec Kalinine
- spadek z Pierwszej Lihi: Podillia Chmielnicki, Borysfen Boryspol, Spartak Sumy
- awans do Druhiej Lihi: Szachtar Swierdłowsk, Nywa-Switanok Winnica, Arsenał Biała Cerkiew, Olimpik Kirowohrad, Podillia-Chmelnyćkyj Chmielnicki, FK Połtawa, Komunalnyk Łuhańsk, FK Korosteń, Tytan Donieck
- spadek z Druhiej Lihi: Inter Bojarka, Łokomotyw Dworiczna

- Premier-liha (2006/2007)
- II liga ukraińska w piłce nożnej (2006/2007)
- III liga ukraińska w piłce nożnej (2006/2007)